# Chirodropidae
I Chirodropidi (Chirodropidae Haeckel, 1880) sono una famiglia della classe Cubozoa, le cui meduse si caratterizzano per la presenza di tentacoli alla base della campana, che originano da sue appendici.

## Descrizione
Come le altre forme dell'ordine Chirodropida, le meduse di questa famiglia si distinguono da altri cubozoi per l'avere una base muscolare ramificata agli angoli della campana cubica (pedalium), dalla quale originano numerosi tentacoli. In più, tre specie della famiglia hanno sacchetti gastrici (diverticula); caratteristica che non possiedono né la cubomedusa del genere Chirodectes né quelle dell'ordine Carybdeida. In particolare, nei chirodropidi i diverticula sono ramificati e possono assumere diverse forme: "a piuma d'uccello", originando da un canale centrale, o a "cresta di gallo", nettamente separati come le dita di una mano.
Le meduse della famiglia Chirodropidae sono assai pericolose per la tossicità della puntura: tra queste Chironex fleckeri, dal 1883 causa di 67 morti in Australia. Il segno lasciato dalla medusa strisciando è dolorosissimo e produce una intensa sensazione di calore; una volta entrato in circolo, il veleno provoca spasmi, paralisi respiratoria, e arresto cardiaco in due o tre minuti.

## Specie
Esiste tuttora una certa confusione sulla sistematica delle Chirodropida, anche fino al 2014 solamente una specie della famiglia era stata analizzata geneticamente. La sequenza del DNA del genere Chironex è stata effettuata in due studi, che hanno differenziato le tre specie che costituiscono il genere.  La famiglia è suddivisa nei seguenti tre generi e sei specie riconosciute:
- Chirodectes Gershwin, 2006
  - C. maculatus
- Chirodropus Haeckel, 1880
  - C. gorilla
  - C. palmatus
- Chironex Southcott, 1956
  - C. fleckeri
  - C. yamaguchii
  - C. indrasaksajiae